# بنجامين بيرس
بنجامين بيرس (بالإنجليزية: Benjamin Peirce)‏ هو عالم فلك ورياضياتي أمريكي، ولد في 4 أبريل 1809 في سالم في الولايات المتحدة، وتوفي في 6 أكتوبر 1880 في كامبريدج في الولايات المتحدة.

## وصلات خارجية
- بنجامين بيرس على موقع الموسوعة البريطانية (الإنجليزية)
- بنجامين بيرس على موقع إن إن دي بي (الإنجليزية)